# Louise Attaque

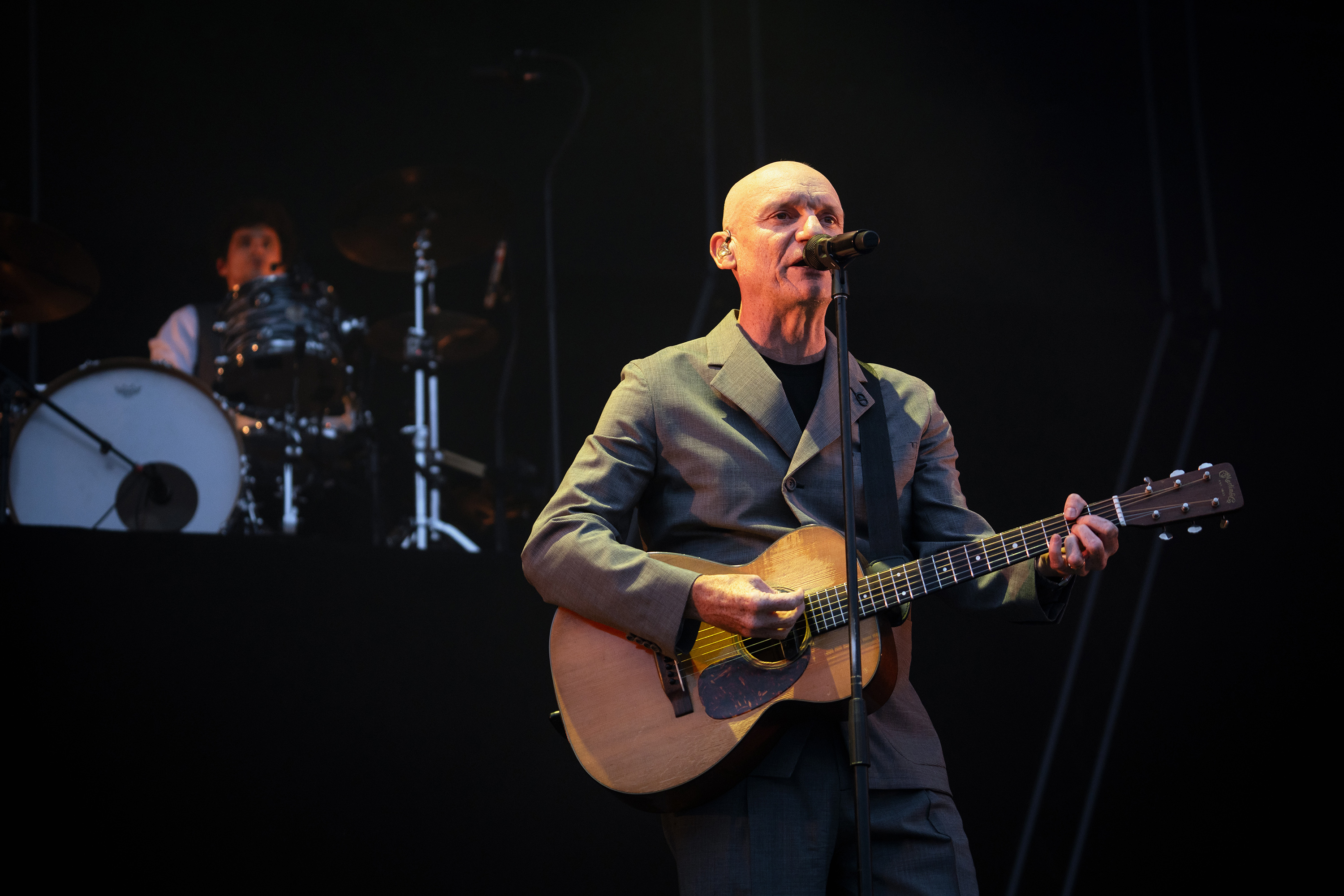
Louise Attaque, 2023

Louise Attaque is een Franse chanson/folkrockband die in eigen land en België een redelijk grote populariteit geniet. De band, afkomstig uit Parijs, is opgericht in 1994. 

## Biografie
In 1997 kwam hun album Louise Attaque uit en dat werd een grote hit in Frankrijk. Vooral het nummer J't'emmène au vent was zeer populair en wordt vandaag de dag nog steeds veel gedraaid. Ook met Ton invitation en Léa werden hits gescoord in Franstalig Europa. Na twee jaar uit elkaar te zijn geweest, werden de leden weer gezamenlijk actief; hun laatste album, à plus tard crocodile, is uitgekomen in september 2005. In 2011 kwam het verzamelalbum Du monde tout autour uit. Zanger Gaëtan Roussel werkt inmiddels ook aan een solocarrière en scoorde in Frankrijk een hit met het nummer Dis moi encore que tu m'aimes.
Sinds 2015 speelt de band weer samen en treedt ook weer op. Begin 2016 kwam het album Anomalie uit.

## Bezetting
- Gaëtan Roussel, zang en gitaar
- Arnaud Samuel, viool
- Robin Feix, basgitaar
- Alexandre Margraff, drums

## Discografie
- Louise Attaque (1997)
- Comme on a dit (2000)
- À plus tard crocodile (2005)
- Du monde tout autour (2011) (Best of)
- Anomalie (2016)